# SPV (Unternehmen)
Die SPV GmbH (Abkürzung für Schallplatten, Produktion und Vertrieb) ist ein in Hannover ansässiges deutsches Independent-Label. Es wurde 1984 von Manfred Schütz gegründet. SPV betreibt unter anderem die Sublabels Steamhammer, Long Branch Records, Laute Helden, Oblivion, Cash Machine Records und SPV Recordings.
Im Zuge des Umbruchs in der Musikindustrie in Verbindung mit internetbasierten Peer-to-Peer-Tauschsystemen kam es auch bei SPV zu deutlichen Umsatzrückgängen, in deren Verlauf die vorhandene Infrastruktur mit eigenen Gebäuden und Studios nicht mehr aufrechterhalten werden konnte. Letztendlich musste, trotz Kostenreduktionsmaßnahmen, im Juni 2009 Insolvenzantrag gestellt werden.
Im Oktober 2012 fand sich ein Investorenteam, das ein Weiterbestehen des Labels und des Künstlerportfolios nach Abwendung des drei Jahre lang laufenden Insolvenzverfahrens und erfolgreicher Sanierung des Unternehmens sichert.
Eine Übernahme durch den Berliner Musikverlag Jack White Productions AG war zuvor am Einspruch der SPV-Künstler gescheitert.
Zudem wurden im Zuge der Übernahme durch die Investorengruppe weitere Schlüsselpositionen im Unternehmen neu-, respektive umbesetzt.
Für den Vertrieb in Griechenland und Zypern besteht eine exklusive Vertriebsvereinbarung mit Infinity Entertainment.
Im Dezember 2020 wurde SPV durch das österreichische Metallabel Napalm Records übernommen.

## Künstler (Auswahl)
Unter Vertrag bei der SPV stehen oder standen unter anderem:
- Alpha Academy
- Bad Religion
- Broilers
- Chris de Burgh
- Deicide
- Dragony
- Eloy
- Eric Burdon
- Fargo
- Felix Meyer & project île
- Freedom Call
- Fury in the Slaughterhouse
- Gamma Ray
- Hatesphere
- Iced Earth
- Igor Cavalera
- Inlegend
- Jon Schaffer
- Kaiser Chiefs
- Kreator
- Lynyrd Skynyrd
- Magnum
- Motörhead
- Nitrogods
- Oliver Palotai
- Paul Rodgers
- Project Pitchfork
- Rage
- Ritchie Blackmore
- Saltatio Mortis
- Schwoißfuaß
- Sepultura
- Sodom
- The Hirsch Effekt
- The Unity
- Tommy Lee
- Type O Negative
- Victorius
- Vintersorg
- Whitesnake
- Xavier Naidoo
- Yngwie Malmsteen
- Zebrahead